# Софьино (Нерехтский район)
Софьино — деревня в Нерехтском районе Костромской области. Входит в состав Волжского сельского поселения.

## География
Находится в юго-западной части Костромской области на расстоянии приблизительно 28 км на восток по прямой от районного центра города Нерехта.

## История
Известна с 1872 года, когда здесь было учтено 5 дворов, в 1907 году отмечено было 8 дворов.

## Население
Постоянное население составляло 37 человек (1872 год), 44 (1897), 60 (1907), 1 в 2002 году (русские 100 %), 1 в 2022.